# Hipercàpnia
La hipercàpnia és l'augment de la pressió parcial de diòxid de carboni (CO₂), mesurada en sang arterial, per sobre de 46 mmHg (6,1 kPa). Produeix una disminució del pH a causa de l'augment de la concentració plasmàtica de diòxid de carboni. La situació contrària és la hipocàpnia, que tampoc és positiva, ja que puja en excés el pH i pot produir marejos i pèrdua de coneixement. L'augment de diòxid de carboni (hipercàpnia) estimula la respiració.